# Charlie Hurley
Charlie Hurley   (Cork, 4 d'octubre de 1936 - Irlanda, 22 d'abril de 2024) fou un futbolista irlandès de la dècada de 1960.
Fou 40 cops internacional amb la selecció de la República d'Irlanda. Pel que fa a clubs, defensà els colors de Millwall, Sunderland i Bolton Wanderers.
També fou entrenador del Reading.